# Liste der Chief Minister in Indien
Ein Chief Minister in Indien ist der gewählte Regierungschef eines Bundesstaates und einiger Unionsterritorien und hat den größten Teil der Exekutivgewalt inne. Er wird durch den Gouverneur des jeweiligen Bundesstaats oder Unionsterritoriums ernannt, wobei der Gouverneur in der Regel eine Person ernennt, die die Unterstützung der Mehrheit der Abgeordneten der jeweiligen Legislativversammlung hat. Die reguläre Amtszeit beträgt fünf Jahre mit der Möglichkeit der Wiederwahl. Zwar ist der Gouverneur das Oberhaupt des Bundesstaates, seine Rolle ist jedoch hauptsächlich zeremonieller Natur.

## Übersicht
Es gibt insgesamt 31 Chief Minister (in allen 28 Bundesstaaten und in drei der sieben Unionsterritorien). Die folgende Liste gibt den gegenwärtigen Stand an (Stand: 18. März 2023):
| Bundesstaat/ Unionsterritorium (UT) | Name                     | Im Amt seit        | Partei                                   | Ehemalige |
| ----------------------------------- | ------------------------ | ------------------ | ---------------------------------------- | --------- |
| Andhra Pradesh                      | N. Chandrababu Naidu     | 12. Juni 2024      | Telugu Desam Party                       | Liste     |
| Arunachal Pradesh                   | Pema Khandu              | 16. Juli 2016      | Indischer Nationalkongress               | Liste     |
| Assam                               | Himanta Biswa Sarma      | 10. Mai 2021       | Bharatiya Janata Party                   | Liste     |
| Bihar                               | Nitish Kumar             | 22. Februar 2015   | Janata Dal (United)                      | Liste     |
| Chhattisgarh                        | Vishnu Deo Sai           | 13. Dezember 2023  | Bharatiya Janata Party                   | Liste     |
| Delhi (UT)                          | Rekha Gupta              | 20. Februar 2025   | Bharatiya Janata Party                   | Liste     |
| Goa                                 | Pramod Sawant            | 19. März 2019      | Bharatiya Janata Party                   | Liste     |
| Gujarat                             | Bhupendra Patel          | 13. September 2021 | Bharatiya Janata Party                   | Liste     |
| Haryana                             | Nayab Singh Saini        | 12. März 2024      | Bharatiya Janata Party                   | Liste     |
| Himachal Pradesh                    | Sukhvinder Singh Sukhu   | 11. Dezember 2022  | Indischer Nationalkongress               | Liste     |
| Jammu und Kashmir (UT)              | Omar Abdullah            | 16. Oktober 2024   | Jammu & Kashmir National Conference      | Liste     |
| Jharkhand                           | Hemant Soren             | 4. Juli 2024       | Jharkhand Mukti Morcha                   | Liste     |
| Karnataka                           | Basavaraj Somappa Bommai | 28. Juli 2021      | Bharatiya Janata Party                   | Liste     |
| Kerala                              | Pinarayi Vijayan         | 25. Mai 2016       | Communist Party of India (Marxist)       | Liste     |
| Madhya Pradesh                      | Mohan Yadav              | 13. Dezember 2023  | Bharatiya Janata Party                   | Liste     |
| Maharashtra                         | Devendra Fadnavis        | 5. Dezember 2024   | Bharatiya Janata Party                   | Liste     |
| Manipur                             | vakant                   | 13. Februar 2025   | president’s rule                         | Liste     |
| Meghalaya                           | Conrad Sangma            | 6. März 2018       | National People’s Party                  | Liste     |
| Mizoram                             | Lalduhoma                | 8. Dezember 2023   | Zoram People’s Movement                  | Liste     |
| Nagaland                            | Neiphiu Rio              | 8. März 2018       | Nationalist Democratic Progressive Party | Liste     |
| Odisha                              | Mohan Charan Majhi       | 12. Juni 2024      | Bharatiya Janata Party                   | Liste     |
| Puducherry (UT)                     | N. Rangaswamy            | 7. Mai 2021        | All India N. R. Congress                 | Liste     |
| Punjab                              | Bhagwant Mann            | 16. März 2022      | Aam Aadmi Party                          | Liste     |
| Rajasthan                           | Bhajan Lal Sharma        | 15. Dezember 2023  | Bharatiya Janata Party                   | Liste     |
| Sikkim                              | Prem Singh Tamang        | 27. Mai 2019       | Sikkim Krantikari Morcha                 | Liste     |
| Tamil Nadu                          | M. K. Stalin             | 7. Mai 2021        | Dravida Munnetra Kazhagam                | Liste     |
| Telangana                           | Anumula Revanth Reddy    | 7. Dezember 2023   | Indischer Nationalkongress               | Liste     |
| Tripura                             | Manik Saha               | 15. Mai 2022       | Bharatiya Janata Party                   | Liste     |
| Uttarakhand                         | Pushkar Singh Dhami      | 4. Juli 2021       | Bharatiya Janata Party                   | Liste     |
| Uttar Pradesh                       | Yogi Adityanath          | 19. März 2017      | Bharatiya Janata Party                   | Liste     |
| Westbengalen                        | Mamata Banerjee          | 20. Mai 2011       | All India Trinamool Congress             | Liste     |